# 安德鲁·斯蒂尔
安德鲁·斯蒂尔（英語：Andrew Steele，1984年9月19日—），英国男子田径运动员，主攻短跑。他曾代表英国参加2008年夏季奥林匹克运动会田径比赛，获得男子4×400米接力铜牌。